# Tourniquet
Tourniquet è una band Christian thrash metal degli USA.

## Storia
I membri attuali sono Ted Kirkpatrick (batteria), Luke Easter (voce), Steve Andino (basso) e Aaron Guerra (chitarra, voce). Uno dei "marchi di fabbrica" che contraddistingue la band è l'inclusione di musica classica nei loro riff di chitarra. L'ultima produzione della band, Where Moth and Rust Destroy, comprende lo special guest Marty Friedman, ex-chitarrista dei Megadeth, e Bruce Franklin dei Trouble, che hanno preso parte al disco dividendosi le parti di chitarra lirica.

## Discografia
Album in studio
- 1990 - Stop the Bleeding
- 1991 - Psycho Surgery
- 1992 - Pathogenic Ocular Dissonance
- 1994 - Vanishing Lessons
- 1995 - Carry the Wounded
- 1997 - Crawl to China
- 2000 - Microscopic View of a Telescopic Realm
- 2003 - Where Moth and Rust Destroy
- 2012 - Antiseptic Bloodbath
- 2014 - Onward to Freedom
- 2018 - Gazing at Medusa

Raccolte
- 1996 - The Collected Works of Tourniquet
- 1998 - Acoustic Archives

Live
- 1993 - Intense Live Series, Vol. 2

Video
- 1991 - Ark of Suffering
- 1992 - Video Biopsy
- 1995 - Pushin' Broom Video
- 1997 - The Unreleased Drum Solos of Ted Kirkpatrick
- 1998 - Guitar Instructional Video
- 1998 - Tourniquet Live in California
- 2000 - Video Biopsy (re-release)
- 2003 - Circadian Rhythms - The Drumming World of Ted Kirkpatrick
- 2003 - Ocular Digital
- 2006 - Till Sverige Med Kärlek (To Sweden With Love)